# Griante
Griante là một đô thị ở tỉnh Como trong vùng Lombardia, tọa lạc ở bờ tây của hồ Como có cự ly khoảng 25 kilômét (16 mi) về phía đông bắc của Como giữa Menaggio (về phía bắc) và Tremezzo. Griante cũng giáp các đô thị Bellagio và Varenna bên kia bờ hồ.